# Liste der denkmalgeschützten Objekte in Tollet
Die Liste der denkmalgeschützten Objekte in Tollet enthält die 8 denkmalgeschützten, unbeweglichen Objekte der Gemeinde Tollet in Oberösterreich (Bezirk Grieskirchen).

## Denkmäler
| Foto |                 | Denkmal                                                                                   | Standort                              | Beschreibung | Metadaten |
| ---- | --------------- | ----------------------------------------------------------------------------------------- | ------------------------------------- | --- | --- |
| ja   | Datei hochladen | Kath. Filialkirche hl. Ulrich und Kirchhof HERIS-ID: 52452 Objekt-ID: 59282               | bei Oberwödling 5 Standort KG: Tollet | Schon um 1200 wurde die St. Ulrichskirche urkundlich erwähnt. Der Hochaltar besteht u. a. aus den Statuen des hl. Ulrich, hl. Andreas und des hl. Stephan. In den vergangenen Jahren wurde die Kirche umfassend saniert. | BDA-Hist.: Q23541651 Status: § 2a Stand der BDA-Liste: 2025-06-30 Name: Kath. Filialkirche hl. Ulrich und Kirchhof GstNr.: .84, 892/2 Filialkirche Oberwödling |
| ja   | Datei hochladen | Schloss Tollet HERIS-ID: 38741 Objekt-ID: 38335                                           | Tollet 1 Standort KG: Tollet          | → Hauptartikel : Schloss Tollet f1 | BDA-Hist.: Q2243739 Status: Bescheid Stand der BDA-Liste: 2025-06-30 Name: Schloss Tollet GstNr.: .1/1 Schloss Tollet                                          |
| ja   | Datei hochladen | Verwalterhaus HERIS-ID: 85969 Objekt-ID: 100221                                           | Tollet 2 Standort KG: Tollet          | | BDA-Hist.: Q37714108 Status: Bescheid Stand der BDA-Liste: 2025-06-30 Name: Verwalterhaus GstNr.: .4 Schloss Tollet                                            |
| ja   | Datei hochladen | Figurenbildstock hl. Johannes Nepomuk HERIS-ID: 85457 Objekt-ID: 99658                    | bei Tollet 7 Standort KG: Tollet      | | BDA-Hist.: Q38185192 Status: § 2a Stand der BDA-Liste: 2025-06-30 Name: Figurenbildstock hl. Johannes Nepomuk GstNr.: 66                                       |
| ja   | Datei hochladen | Nebengebäude HERIS-ID: 85972 Objekt-ID: 100224                                            | Tollet 2 Standort KG: Tollet          | | BDA-Hist.: Q37714177 Status: Bescheid Stand der BDA-Liste: 2025-06-30 Name: Nebengebäude GstNr.: 88/2 Schloss Tollet                                           |
| ja   | Datei hochladen | Mauerreste, Gartenarchitektur und Keller im Schlosspark HERIS-ID: 85975 Objekt-ID: 100227 | Tollet 1 Standort KG: Tollet          | | BDA-Hist.: Q37714250 Status: Bescheid Stand der BDA-Liste: 2025-06-30 Name: Mauerreste, Gartenarchitektur und Keller im Schloßpark GstNr.: 1 Schloss Tollet    |
| ja   | Datei hochladen | Ehem. Pferdestall HERIS-ID: 85967 Objekt-ID: 100219                                       | Tollet 2 Standort KG: Tollet          | | BDA-Hist.: Q37714059 Status: Bescheid Stand der BDA-Liste: 2025-06-30 Name: Ehem. Pferdestall GstNr.: .1/2 Schloss Tollet - Pferdestall                        |
| ja   | Datei hochladen | Portal- oder Toranlage HERIS-ID: 85968 Objekt-ID: 100220                                  | Tollet 1 Standort KG: Tollet          | | BDA-Hist.: Q37714084 Status: Bescheid Stand der BDA-Liste: 2025-06-30 Name: Portal- oder Toranlage GstNr.: .1/2, .1/1 Schloss Tollet                           |